# Filip Manojlović
Pour les articles homonymes, voir Manojlović.
Filip Manojlović (en serbe en écriture cyrillique : Филип Манојловић), né le 25 avril 1996 à Belgrade en Yougoslavie (auj. en Serbie), est un footballeur international serbe. Il évolue au poste de gardien de but au Borac Banja Luka.

## Carrière
Filip Manojlović est appelé pour la première fois en équipe de Serbie en septembre 2016.

## Statistiques
| Saison                | Club                          | Championnat           | Championnat | Championnat | Coupe(s) nationale(s) | Coupe(s) nationale(s) | Compétition(s) continentale(s) | Compétition(s) continentale(s) | Compétition(s) continentale(s) | Total | Total |
| Saison                | Club                          | Division              | M.          | B.          | M.                    | B.                    | Comp.                          | M.                             | B.                             | M.    | B.    |
| 2014-2015             | FK Sopot (prêt)               | Srpska liga           | 22          | 0           | -                     | -                     | -                              | -                              | -                              | 22    | 0     |
| 2015-2016             | Bežanija Novi Belgrade (prêt) | Prva liga             | 28          | 0           | 2                     | 0                     | -                              | -                              | -                              | 30    | 0     |
| 2016-2017             | Bačka Bačka Palanka (prêt)    | SuperLiga             | 7           | 0           | -                     | -                     | -                              | -                              | -                              | 7     | 0     |
| Sous-total            | Sous-total                    | Sous-total            | 57          | 0           | 2                     | 0                     | -                              | -                              | -                              | 59    | 0     |
| 2016-2017             | Étoile rouge de Belgrade      | SuperLiga             | 25          | 0           | 4                     | 0                     | C1+C3                          | 0+0                            | 0+0                            | 29    | 0     |
| 2017-2018             | Étoile rouge de Belgrade      | SuperLiga             | -           | -           | -                     | -                     | C3                             | 4                              | 0                              | 4     | 0     |
| Sous-total            | Sous-total                    | Sous-total            | 25          | 0           | 4                     | 0                     | -                              | 4                              | 0                              | 33    | 0     |
| 2017-2018             | Getafe CF                     | La Liga               | -           | -           | -                     | -                     | -                              | -                              | -                              | 0     | 0     |
| Total sur la carrière | Total sur la carrière         | Total sur la carrière | 82          | 0           | 6                     | 0                     | -                              | 4                              | 0                              | 92    | 0     |

## Palmarès
Il remporte la Coupe du monde des moins de 20 ans en 2015 avec l'équipe de Serbie des moins de 20 ans.